# Mario Perani
Mario Perani (Guidizzolo, 30 ottobre 1936 – Mantova, 21 giugno 2023) è stato un politico italiano.

## Biografia
Dottore farmacista, politicamente impegnato con la Democrazia Cristiana, venne eletto alla Camera dei deputati alle elezioni politiche del 1987. Dal 1988 al 1990 fu anche consigliere comunale per la DC a Marcaria. Fu poi riconfermato alla Camera alle elezioni politiche del 1992, concludendo il mandato parlamentare nel 1994.